# Jean-Luc Pouliquen
Jean-Luc Pouliquen é poeta e crítico literário francês cuja obra vem sendo frequentemente traduzida para o português. Foi através do escritor Mário Cláudio que seus poemas foram publicados pela primeira vez em Portugal. Em seguida, foi no Brasil que seus textos continuaram a aparecer. A partir daí, ele desenvolveu um diálogo intercultural entre o Brasil e a França, para além da língua, com a intenção de favorecer novas produções intelectuais e artísticas.

## Poemas
- Os amigos de Garlaban, Peço ao poeta, Domingo de verão,  Estar lá e Destino do poeta, Revista Apeadeiro - revista de atitudes literárias, n° 2, Vila Nova De Famalicão (Portugal), 2002, (ISBN 989-552-000-X).
- Travessia, Revista Oficina de poesia, N° 8 & 9 - série II, Coimbra (Portugal), 2007, (ISSN 1645-3662).
- Os cantos do vale do café, Revista Nova Águia, n° 4, (Portugal), 2009, (ISSN 1647-2802).

## Estudos
- Gaston Bachelard e o direito de sonhar: um hino a imaginação criadora, in Bachelard, Razão e Imaginação, Universidade Estadual de Feira de Santana, Bahia (Brasil), 2005.
- As crianças e as imagens poéticas: um método de escritura de inspiração bachelardiana, Educativa, v.9, n°2, jul/dez, Universidade Católica de Goiás (Brasil), 2006.
- Raízes poéticas e políticas do surracionalismo, Revista Ideação, n°16, Feira de Santana: UEFS, (Brasil), 2007.
- O prefácio de Robert Desoille, in Perspectivas Filosóficas de Expressão Francesa, Rio de Janeiro, Editora Booklink, (Brasil), 2007.
- Entrevista Poetica, Contemporaneidades e Resgate da Poesia em lingua d'oc, (com Gaspar Paz), Revista Farol, n°15, Espirito Santo (Brasil), 2016, (ISSN 1517-7858).

## Livros
- As crianças são poetas, método para despertar a poesia, Editora Booklink, Rio de Janeiro, Brasil, 2007, (ISBN 978-85-7729-019-2).
- Sobre a poesia: 30 questões de um filósofo a um poeta, (com Ivan Frias, posfacio Mirian de Carvalho), IP, 2023, (ISBN 979-8372698710).

- Bachelard: un regard brésilien (com Marly Bulcão), L'Hamattan, Paris, 2007.
- Soigner et penser au Brésil (com Ivan Frias), L’Harmattan, Paris, 2009.

## Traduções
- Fagulhas do Tempo/Étincelles du temps, de Pablo Barros, Éditions des Vanneaux, 2010, ISBN 978-2-916071-58-9.
- Zona de Caça/Zone de chasse, de Jaime Rocha, Éditions Al Manar, 2013, ISBN 978-2-36426-024-5.

## Artigo
- Portraits de Rio de Janeiro, revista Incognita n°4, Editions du Petit Véhicules, Nantes, 2009.

## Filmes
- Os poemas Água das Origens e Passo a passo integram dois vídeos de dança de mesmo título realizados pelo diretor e coréografo brasileiro André Meyer.